# يوجين شيفر
يوجين شيفر (و. 1860 – 1954 م) هو سياسي، ومحامي، وقاضي من ألمانيا الشرقية، ولد في فروتسواف، كان عضوًا في الحزب الديمقراطي الحر، توفي في برلين الغربية، عن عمر يناهز 94 عاماً.

## مناصب
تولى منصب وزير المالية الاتحادي
- عضو في مجلس الشعب ‏
- عضو مجلس النواب البروسي
- عضو مجلس النواب الألماني للإمبراطورية الألمانية
- وزارة العدل
- عضو مجلس النواب الألماني للجمهورية فايمار
- عضو مجلس الشورى الموحد بروسيا

.

## التعليم
تعلم في جامعة فروتسواف، وتعلم في جامعة توبنغن، وتعلم في جامعة لايبتزغ
.

## روابط خارجية
- يوجين شيفر على موقع مونزينجر (الألمانية)